# ドラゴンスピリッツ
『ドラゴンスピリッツ』は、朝日新聞出版から刊行されたDVDムック。川保天骨責任編集

## 概要
- ブルース・リーをキーワードに関連カルチャーを、「ドラゴン・カルチャー」と銘打ち、現在、様々なジャンルで活躍する人物や制作物（映画、テレビ、マンガ、書籍、アート、フィギア）の中に宿るドラゴン的精神「ドラゴンスピリット」を様々な角度から切り取ることを目的としたムック。
- 制作にあたったドラゴンメディアは、出版のみならずインターネット、映像レーベル、イベントなどのメディアミックス的展開をしている。

## 内容
- ブルース・リー35回忌記念イベント徹底レポートを巻頭特集に据え、倉田保昭、真樹日佐夫などのインタビュー記事を収録。また、Mr.Boo！に出演したホイ兄弟（マイケル・ホイ、スタンレー・ホイ、リッキー・ホイ、サミュエル・ホイ）の独占インタビュー。カンフー、空手映画ファンに向けたマニアックな内容。
- 中川翔子の母親、中川桂子と映画監督の河崎実がブルース・リーについて対談記事や、IUMA日本振藩國術館代表の中村頼永が自らの人生をささげたというブルース・リーに対する熱い思いを語った記事など、ブルース・リー関連の記事が多い。